# Sébastien Rouland
Sébastien Rouland (* 1972 in Argenteuil) ist ein französischer Dirigent. Er ist seit August 2018 Generalmusikdirektor des Saarländischen Staatstheaters.

## Leben
Sébastien Rouland absolvierte ein Cello-Studium. Anschließend studierte er Dirigieren bei Pierre Cao und Nicolas Brochot. Nach einer mehrjährigen Assistentenzeit bei Marc Minkowski und der Leitung von dessen Orchester Les Musiciens du Louvre war er von 2002 bis 2004 als erster Gastdirigent am Luzerner Theater engagiert.
Im Jahr 2015 feierte er mit Glucks Alceste sein erfolgreiches Debüt an der Pariser Oper. Gastspiele führten ihn zu den Essener Philharmonikern, dem Norwegischen Rundfunkorchester, dem Sinfonieorchester St. Gallen, der Camerata Zürich, dem Orchestre Philharmonique de Luxembourg und dem Orchestre National de Lyon.
Seit 2018 ist Sébastien Rouland Generalmusikdirektor des Saarländischen Staatstheaters.